# Warta Poznań (hockey)
KS Warta is een Poolse hockeyclub uit Poznań. De hockeyclub KS Warta is ontstaan uit de gelijknamige voetbalclub die in 1912 werd opgericht. De hockeyclub ontstond op 26 juni 1923.
Het herenteam speelt op het hoogste niveau en bereikte in 2011 de derde plaats.

## Erelijst
- Pools landskampioenschap heren: 1963, 1965, 1967, 1968, 1969, 1970, 1971, 1972, 1973, 1975, 1976, 1980
- Pools zaalhockeylandskampioenschap heren: 1964, 1969, 1970, 1971, 1973, 1975, 1976, 1979, 1982